# 穆西里
穆西里（Musiri），是印度泰米尔纳德邦Tiruchirappalli县的一个城镇。总人口27886（2001年）。

## 人口
该地2001年总人口27886人，其中男性13821人，女性14065人；0—6岁人口2941人，其中男1486人，女1455人；识字率74.73%，其中男性为80.39%，女性为69.16%。